# CNET
CNET (скорочення від "Комп'ютерна мережа" ("Computer Network")) — вебсайт інформаційної агенції CNET Networks, присвячений технологіям. Публікує новини, статті, блоги, огляди різних технологій і побутової техніки. Сайт був заснований 1994 року Гелсі Мінором (англ. Halsey Minor) та Шелбі Боні (англ. Shelby Bonnie). Це був флагманський бренд CNET Networks і став брендом CBS Interactive через придбання цим підрозділом CNET Networks у 2008 році. З 30 жовтня 2020 року він належить Red Ventures.
За популярністю в світі, станом на 15 вересня 2014, сайт займає 112 місце.
Крім англійської мови, CNET випускає для різних регіонів і мов китайську, французьку, німецьку, японську, корейську та іспанську мови.